# Квинт Цецилий Метелл Критский Силан
Квинт Цеци́лий Мете́лл Кри́тский Сила́н (лат. Quintus Caecilius Metellus Creticus Silanus; умер после 16 года н. э.) — древнеримский государственный и политический деятель из знатного плебейского рода Цецилиев Метеллов, ординарный консул 7 года.

## Происхождение
Согласно гипотезе Рональда Сайма, Метелл приходился родным сыном ординарному консулу 17 года до н. э. Гаю Юнию Силану, однако позже был усыновлён неким Квинтом Цецилием Метеллом. 

## Биография
О гражданско-политической карьере Метелла известно немногое. В 7 году он занимал должность ординарного консула. Спустя некоторое время, в 16 году, Метелл назначается легатом-пропретором Сирии. В это время царь Армении Вонон I, который получил власть в своей стране при поддержке римлян и непопулярный в своём государстве, подвергся нападению парфянского царя Артабана III. Не желая вступать в войну с парфянами, Метелл отказался защищать Вонона, отозвав его в Сирию и окружив охраной, но оставив за ним царский титул. В 17 году император Тиберий сменил Метелла на Гнея Кальпурния Пизона, желая тем самым создать противовес Германику, который направлялся на Восток с чрезвычайным империем. Метелл не смог бы выполнить эту роль, так как его дочь, Юния, была помолвлена с сыном Германика.

## Потомки
Кроме дочери Юнии Метелл имел ещё сына, Кретика Юния Силана, умершего в юном возрасте. Возможно, его сыном также являлся некто Квинт Цецилий Друз Либон; в этом случае жена консула 7 года, по-видимому, происходила из рода Скрибониев.